# 賽普勒斯飲食
賽普勒斯位處地中海東部，融合希臘和土耳其兩國的特色，孕育出獨特的賽普勒斯飲食文化。其中，它大致以國內兩大族群為分界，即賽普勒斯境內的希臘裔人和土耳其裔人；前者和克里特島、愛奧尼亞、阿提卡等地區同屬希臘地方飲食文化，後者則擁有土耳其地方飲食色彩。島上的飲食特色受鄰近黎凡特國家影響甚深；近來，隨著西方文化的傳入，現代西方飲食也逐漸普及。此外，賽普勒斯的兩大族群對料理各有不同的命名。

## 食材

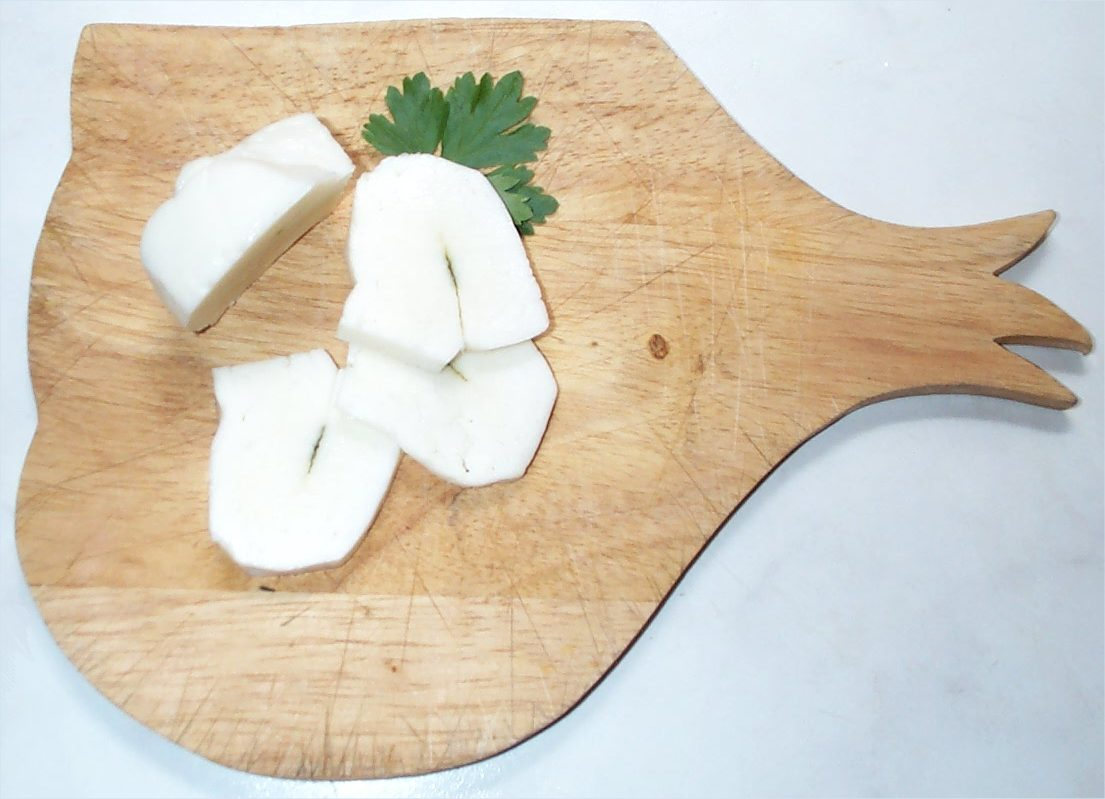
哈羅米起司

賽普勒斯人十分熱愛美食與盛宴。他們的常見食材包括：西葫蘆、青椒、秋葵、四季豆、菜薊、紅蘿蔔、番茄、小黃瓜、萵苣和葡萄葉等新鮮蔬菜，以及豆類植物，如蠶豆、豌豆、鷹嘴豆和小扁豆。常見水果則有梨子、蘋果、葡萄、柳橙、甌柑、油桃、歐楂、黑莓、櫻桃、無花果、西瓜、瓜類、酪梨、柑橘和檸檬，開心果、杏仁、栗、核桃、榛果等堅果也十分普遍。